# Carlos Henckel
Carlos Henckel, originalmente Karl Otto Henckel (* 1899 en Alemania; † 1984) fue un anatomista, antropólogo y científico alemán.

## Biografía
Después de su promoción, Henckel trabajó cierto momento en Múnich. Se habilitó en 1927 en la Albert-Ludwigs-Universität Freiburg con una tesis sobre la filogénesis de cráneos de prosimios.
Henckel leccionó en Freiburg y realizó estudios de campo en Palestina y en Württemberg. En 1929 se tornó profesor en la Universidad de Concepción donde trabajó con los mapuche como objetos de estudio antropológico.
Su manual Leitfaden für Situsübungen an der Leiche, publicado junto con Wilhelm Pfitzner, fue reeditado once veces hasta 1946. En 1950 contribuyó al Handbook of South American Indians de la Smithsonian Institution con dos capítulos sobre la bioantropología de los mapuches.

## Publicaciones en español (selección)
- La disposición de las crestas papilares de las falangitas en la población de la provincia de Concepción. En: Boletín de la Sociedad de Biología de Concepción, tomo V y VI, 1931-1932, p. 25-39.OCLC 81560304
- Sobre cráneos encontrados en el Conchal; Darwin de Talcahuano ... En: Boletín de la Sociedad de Biología de Concepción, tomo VII, 1933, p. 45-51. OCLC 83365235
- La disposición de las crestas papilares de las falangitas en los indígenas de la provincia de Cautín ... En: Boletín de la Sociedad de Biología de Concepción, tomo VII, 1933, p. 53-60. OCLC 80357267
- Observaciones antropológicas acerca de la Isla de Pascua ... En: Boletín de la Sociedad de Biología de Concepción, tomo XIII, núm. 2, 1939, p. 83-105. OCLC 78404160
- Observaciones histológicas acerca del integumento de los indios mapuches ... En: Boletín de la Sociedad de Biología de Concepción, tomo XV, núm. 1, 1941, p. 25-35. OCLC 80174109
- Con Agustín Castelli y José dal Borgo: Algunas observaciones acerca de la proporción de los grupos sanguíneos M y N en los indios mapuches. En:	Boletín de la Sociedad de Biología de Concepción, tomo XV, núm. 1, 1941, p. 37-41.OCLC 78149420
- Observaciones histológicas sobre el ojo de los indios mapuches ... En: Boletín de la Sociedad de Biología de Concepción, tomo XVI, 1942, p. 25-30. OCLC 83618214
- Con Eduardo Skewes: El peso de algunos órganos internos. En: Boletín de la Sociedad de Biología de Concepción, tomo XVII, 1943, p. 39-56. OCLC 81117346
- Con Blanca Alvial Ibarra: La agusia relativa a la fenil-tio-urea... En: Boletín de la Sociedad de Biología de Concepción, tomo XVIII, 1944, p. 73-76. OCLC 81724782

## Literatura
- Ilse Schwidetzky: Ein deutscher Anatom-Anthropologe in Chile: Carlos Henckel Christoph 1899-1984. Ein Beitrag zur Geschichte der deutschen und der chilenischen Anthropologie. In: Homo. 1985, Vol. 36, no. 1-2, pp. 95-100 (2 p. 2/3) ISSN 0018-442X